# Velencefürdő megállóhely
Velencefürdő megállóhely egy Fejér vármegyei vasúti megállóhely  Velence településen, a MÁV üzemeltetésében. A város déli üdülőterülete, a névadó Velencefürdő településrészen helyezkedik el, közel a gárdonyi határvonalhoz, közel azonos távolságra a 7-es főúttól és a Velencei-tó partvonalától.

## Vasútvonalak
A megállóhelyet az alábbi vasútvonalak érintik:
- Budapest–Murakeresztúr-vasútvonal

## Kapcsolódó állomások
A megállóhelyhez az alábbi állomások vannak a legközelebb:
- Velence megállóhely (Budapest–Murakeresztúr-vasútvonal)
- Gárdony vasútállomás (Budapest–Murakeresztúr-vasútvonal)

## Megközelítés tömegközlekedéssel
- Helyközi busz:  707, 719, 747, 750, 757, 758, 759

## Forgalom
| Járat                  | Útvonal | Gyakoriság                  |
| ---------------------- | --- | --------------------------- |
| S30                    | Budapest-Déli – Budapest-Kelenföld – Albertfalva – Budafok – Kastélypark – Tétényliget – Érd alsó – Tárnok – Martonvásár – Baracska – Pettend – Kápolnásnyék – Velence – Velencefürdő – Gárdony – Agárd – Dinnyés – Székesfehérvár (– nyáron 1 darab Fonyódig) | Napi 4-5 pár                |
| G30                    | Budapest-Déli – Budapest-Kelenföld – Érd alsó – Velence – Velencefürdő – Gárdony – Agárd – Székesfehérvár | Nyári hétvégén 2 pár        |
| Z30                    | Budapest-Déli – Budapest-Kelenföld – Érd alsó – Tárnok – Martonvásár – Baracska – Pettend – Kápolnásnyék – Velence – Velencefürdő – Gárdony – Agárd – Dinnyés – Székesfehérvár | Óránként                    |
| S34                    | Budapest-Déli – Budapest-Kelenföld – Albertfalva – Budafok – Kastélypark – Tétényliget – Érd alsó – Tárnok – Martonvásár – Baracska – Pettend – Kápolnásnyék – Velence – Velencefürdő – Gárdony – Agárd – Dinnyés – Székesfehérvár – Maroshegy – Lepsény – Balatonaliga – Balatonvilágos – Szabadisóstó – Szabadifürdő – Siófok – Balatonszéplak felső – Balatonszéplak alsó – Zamárdi felső – Zamárdi – Szántód – Balatonföldvár – Balatonszárszó – Balatonszemes – Balatonlelle felső – Balatonlelle – Balatonboglár – Fonyódliget – Fonyód – Bélatelep – Alsóbélatelep – Balatonfenyves – Balatonfenyves alsó – Máriahullámtelep – Máriaszőlőtelep – Balatonmáriafürdő – Balatonberény – Balatonszentgyörgy – Keszthely                                                                                     | Nyáron napi 2 pár           |
| S35                    | Budapest-Déli – Budapest-Kelenföld – Budafok → (Nagykanizsa felé: Budatétény → Barosstelep → Érdliget → Érd felső → Tárnok → Martonvásár → Baracska → Pettend → Kápolnásnyék; Budapest felé: ← Érd alsó) – Velence – Velencefürdő – Gárdony – Agárd (→ Dinnyés) – Székesfehérvár – Maroshegy – Lepsény – Balatonaliga – Balatonvilágos – Szabadisóstó – Szabadifürdő – Siófok – Balatonszéplak felső – Balatonszéplak alsó – Zamárdi felső – Zamárdi – Szántód – Balatonföldvár – Balatonszárszó – Balatonszemes – Balatonlelle felső – Balatonlelle – Balatonboglár – Fonyódliget – Fonyód – Bélatelep – Alsóbélatelep – Balatonfenyves – Balatonfenyves alsó – Máriahullámtelep – Máriaszőlőtelep – Balatonmáriafürdő – Balatonberény – Balatonszentgyörgy – Vörs – Zalakomár – Zalaszentjakab – Nagykanizsa | Nyáron napi 1 pár           |
| G43                    | Székesfehérvár → Dinnyés → Agárd → Gárdony → Velencefürdő → Velence → Kápolnásnyék → Pettend → Baracska → Martonvásár → Tárnok → Érd felső → Érdliget → Barosstelep → Budatétény → Budafok → Budapest-Kelenföld → Ferencváros → Kőbánya-Kispest | Kora reggel 3 Budapest felé |
| személyvonat           | Budapest-Déli – Budapest-Kelenföld (→ Albertfalva → Budafok → Kastélypark → Tétényliget) – Érd alsó – Tárnok – Martonvásár (→ Baracska → Pettend → Kápolnásnyék → Velence → Velencefürdő → Gárdony → Agárd → Dinnyés) – Székesfehérvár – Maroshegy – Szabadbattyán – Kiscséripuszta – Polgárdi-Tekerespuszta – Lepsény – Balatonaliga – Balatonvilágos – Szabadisóstó – Szabadifürdő – Siófok | Munkanapokon 1 Siófok felé  |
| Déli<-parti InterRégió | (Balatonszentgyörgy → Balatonberény → Balatonmáriafürdő → Máriaszőlőtelep → Máriahullámtelep → Balatonfenyves alsó → Balatonfenyves → Alsóbélatelep → Bélatelep → Fonyód → Fonyódliget → Balatonboglár → Balatonlelle → Balatonlelle felső → Balatonszemes → Balatonszárszó → Balatonföldvár → Szántód → Zamárdi → Zamárdi felső → Balatonszéplak alsó → Balatonszéplak felső →) Siófok → Szabadifürdő → Szabadisóstó → Balatonvilágos → Balatonaliga → Lepsény → Maroshegy → Székesfehérvár → Dinnyés → Agárd → Gárdony → Velencefürdő → Velence → Kápolnásnyék → Pettend → Baracska → Martonvásár → Tárnok → Érd alsó → Tétényliget → Kastélypark → Budafok → Albertfalva → Budapest-Kelenföld → Budapest-Déli                                                                                               | Napi 1 Budapest felé        |